# میلیتشوویتسه
میلیتشوویتسه (به چکی: Milíčovice) یک منطقهٔ مسکونی در جمهوری چک است که در ناحیه زنویمو واقع شده‌است. میلیتشوویتسه ۶٫۹۴ کیلومتر مربع مساحت و ۲۲۰ نفر جمعیت دارد و ۳۹۱ متر بالاتر از سطح دریا واقع شده‌است.